# 蔵田寺 (中津川市)
蔵田寺（藏田寺、ぞうでんじ）は、岐阜県中津川市坂下　字・大門にある曹洞宗の寺院。山号は護国山。

## 歴史
蔵田寺という寺名は、古くは、承応年間（1652年 - 1655年）には現れていたと恵那郡史には記されているが、詳細は分からず、何度かの山崩れや水害にみまわれたという伝承が残るのみである。
合郷大門の地域には、昔から観音堂があった。
明治初期の苗木藩の廃仏毀釈によって、苗木藩領の寺院は全て取り壊されて廃寺となった。
明治4年7月14日（1871年8月29日）、廃藩置県後の府県統合により苗木県が岐阜県に吸収されると廃仏毀釈は終了し、
その後、寺院復活の要望が出てきた。
明治42年（1909年）5月11日に、静岡県藤枝市にある曹洞宗の心岳寺の末寺として、静岡県志太郡瀬戸谷村より古寺の材を移建して蔵田寺が再興された。当時の住持は佐藤宗三であった。
その後、住持の姿が常に見られない状況となり、現在は大門自治会によって維持されている。
現在、坂下では唯一建物が残る寺院である。
本尊の木造釈迦如来坐像は、元は坂下村にあった　萬歳山 長昌寺の本尊として尊崇されていた仏像で、
明治3年（1870年）、長昌寺が苗木藩の廃仏毀釈によって廃寺となった後に、恵那郡下野村の法界寺に移されていたが、坂下に蔵田寺が再興されると、迎えられて安置された。
六角九重の蓮華座に結跏趺坐し、法界定印を結ぶ釈迦如来像である。
螺髪は通例の様式と異なり、線条彫りで、簡略されたもので、釈迦如来像として異例である。
材質は檜材、寄木造で内刳がある。眼は彫眼、面容は面長で、白毫は水晶が嵌入されている。
像身は、金色漆箔、衲衣は補修で、黒色漆塗である。光背は雲状舟形で、内は二重円光である。
室町時代後期の作である。
また、苗木藩の廃仏毀釈によって廃寺となった、上野村の金龍山 三井寺に安置されていた役行者木造倚坐像も安置された。
大正12年（1923年）に発生した関東大震災の惨状に心を痛めた恵那郡中津町の者が、「恵那新四国八十八ヶ所」を発願し、各地に札所を定めた際に、蔵田寺の大日如来が四十二番札所となった。
しかし太平洋戦争後に、花祭りに用いられていた大日如来像が盗難に遭い、そのことで檀家や信者が蔵田寺を顧みなくなったため荒廃した。
昭和38年（1963年）、文化財資料調査のために、田原金一と共に蔵田寺を訪れた原寛は、横たわる木造釈迦如来坐像と、片足の下駄が折損している役行者木造倚座像を見て、小県次栄にも見てもらい、重要な仏像であることが確認できた。
昭和39年（1964年）、坂下町の文化財審議会で検討し、木造釈迦如来坐像と、役行者木造倚座像が、共に坂下町の重要文化財に指定され、さらに、岐阜県文化財指定委員の土屋常義と花林和尚を招いて鑑定を行った結果、
昭和40年（1965年）9月7日には、岐阜県の重要文化財に指定された。
この指定を記念して、坂下製材の丹羽秋夫が仏像護持委員会を設立し、蔵田寺宝物殿（収蔵庫）の建設を発願し、昭和43年（1968年）1月20日に改築されて、同年8月15日に入仏式が行われた。
他には、過去に長昌寺が所有していた閻魔界十王の一つである維魔王座像と、開山の巨海宗山との木造、三十三観音像の一部と弘法大師像が安置されている。
境内には、坂下の合郷から移された仏教関連の石造物群がある。

## アクセス
- JR東海中央本線坂下駅より北恵那交通バスの「夕森公園口」行きに乗車し、蔵田寺バス停にて下車。

## 関連リンク
- 曹洞禅ナビ 蔵田寺
- 護国山 蔵田寺
- 木造釈迦如来坐像
- 役行者木造倚座像

### 岐阜県指定有形文化財
- 蔵田寺 木造釈迦如来坐像 岐阜県公式サイト
- 蔵田寺 木造役行者坐像 岐阜県公式サイト